# 7-Eleven
7-Eleven (inglés: seven-eleven) es una cadena de tiendas de conveniencia de propiedad japonesa, con sede en Irving, Texas. Está especializada en la venta minorista de artículos básicos de alimentación, droguería, refrescos y productos de marca propia. La empresa fue fundada en 1927 en Dallas, y desde 2005 es una filial del grupo japonés Seven & I Holdings.
Con más de 80 000 establecimientos en 19 países, en su mayoría franquicias, 7-Eleven es la cadena de tiendas de abastecimiento más grande del mundo. Su actividad se concentra en América del Norte, Asia, Australia y Escandinavia. La marca hace referencia al horario de apertura original, de siete de la mañana a once de la noche, pero en algunos países permanecen abiertos las 24 horas.

## Historia
Los orígenes de la empresa se remontan a 1927. John Jefferson Green, un empleado de la fábrica de hielo Southland Ice Company de Dallas (Estados Unidos), llegó a un acuerdo con su patrón, Joe C. Thompson, para abrir un pequeño negocio en el que los trabajadores pudieran comprar leche, pan y huevos cerca del puesto de trabajo. Thompson se percató de que los productos perecederos se conservaban más tiempo gracias a las propiedades del hielo, por lo que abrió tiendas similares en otras factorías de su propiedad. La matriz cambió su nombre por Southland Corporation y pasó a controlar las nuevas franquicias.
En 1928, las 21 tiendas existentes pasaron a llamarse Tote'm Store, uno de los primeros ejemplos de imagen unificada en venta minorista. Sin embargo, la Gran Depresión frenó los planes de expansión; Southland entró en números rojos en 1931 y su zona de influencia quedó reducida al área metropolitana de Dallas y Fort Worth.
La recuperación económica de la posguerra relanzó la actividad de Southland. En 1946 las tiendas de Texas adoptaron la marca 7-Eleven para reflejar el nuevo horario de apertura, de siete de la mañana a once de la noche durante toda la semana, convertido posteriormente en el estándar de la empresa. En 1952 se habían superado los cien establecimientos, y en 1961 se puso en marcha una agresiva campaña de expansión con la compra de fábricas, plantas de producción y cadenas rivales en California y la Costa Este de Estados Unidos. A partir de 1963, algunos 7-Eleven comenzaron a abrir durante las 24 horas. La empresa fue además pionera en establecer un inventario informatizado con el que se detectaban los productos más demandados en cada mercado.
En 1969 se inauguró el primer establecimiento internacional en Canadá. Cuatro años más tarde, en diciembre de 1973, puso en marcha una alianza con el conglomerado Ito-Yokado para establecerse en Japón, que actualmente es el país con más tiendas 7-Eleven del mundo. Y en lo que respecta a países de habla hispana, en 1976 se abrió la primera franquicia mexicana en Monterrey.
El crecimiento de 7-Eleven se vio frenado en los años 1980 por una serie de errores empresariales. En 1983, Southland compró la petrolera Citgo por 780 millones de dólares para comercializar su propia gasolina, lo que requería también adaptar la mayoría de franquicias. Dicha operación nunca fue rentable por la caída de la demanda de gasolina, así que en septiembre de 1986 tuvieron que traspasar la división a Petróleos de Venezuela (PDVSA) con un acuerdo de suministro exclusivo durante los siguientes 20 años. Por otro lado, en julio de 1987 el consejero delegado de Southland, John Philp Thompson, llevó a cabo una adquisición por la dirección de la matriz valorada en 5200 millones de dólares, pero tres meses después se produjo el «lunes negro» con la consiguiente caída de valor. El grupo intentó deshacerse de activos, pero en octubre de 1990 terminaría declarándose en bancarrota con una deuda de 1800 millones de dólares.
En 1991, los propietarios de 7-Eleven en Japón compraron Southland por 430 millones de dólares, se deshicieron de todos los activos no relacionados con la venta minorista, reestructuraron la deuda, y renombraron la matriz resultante como 7-Eleven, Inc. Los nuevos dueños centraron la expansión de la franquicia en los mercados más rentables: América del Norte y Asia. Y a pesar de que la sede se ha mantenido en Estados Unidos, desde 2005 es una filial de la firma japonesa Seven & I Holdings. En 2007, 7-Eleven se había convertido en la cadena de tiendas de conveniencia más grande del mundo.
Después de años con una actividad limitada a ciertos mercados, 7-Eleven anunció un plan de expansión internacional con nuevas inauguraciones hasta el año 2030. El grupo ha abierto tiendas en India e Israel en 2023, y está previsto que se expanda a otros países de Europa aunque sin plazos confirmados.

## Política comercial

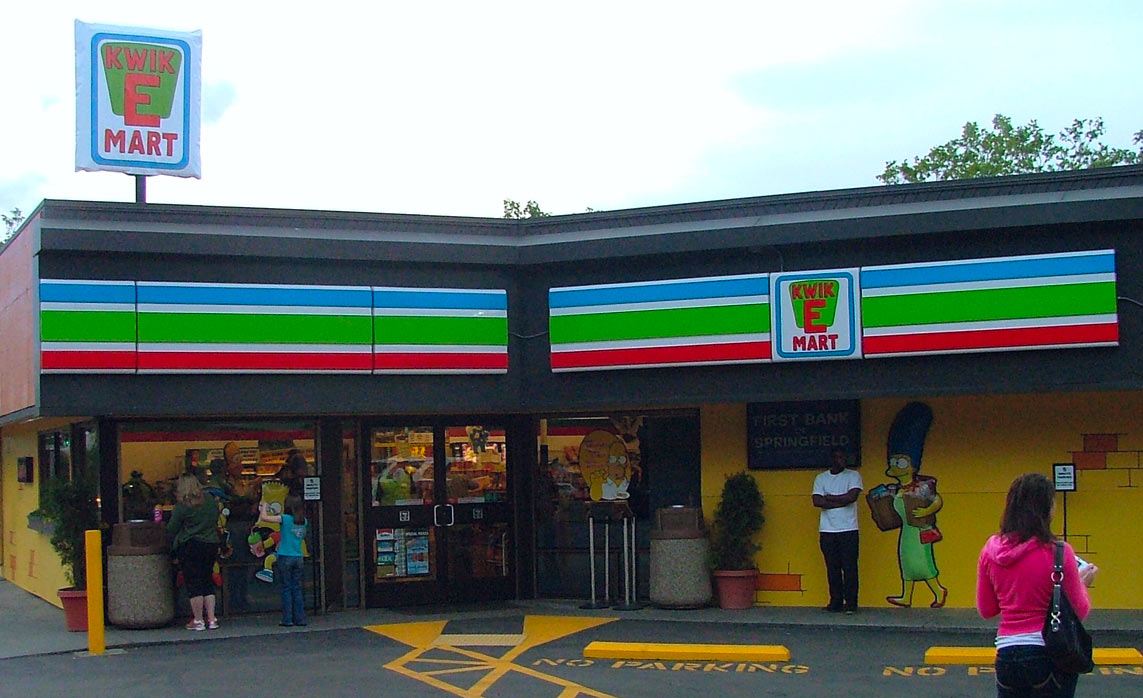
7-Eleven de Seattle, Washington (EE. UU.), transformado en Kwik-E-Mart con motivo de la promoción de Los Simpson: la película.

7-Eleven es una cadena de tiendas de conveniencia que vende productos básicos de alimentación, bebidas, droguería y prensa. Se ofrecen tanto productos específicos como su propia marca blanca, a un precio similar al de un establecimiento minorista tradicional. Todas las tiendas destacan por su tamaño reducido, entre 50 y 300 m². Los artículos perecederos suelen venderse envasados y sin líneas de personal, y los empleados de cada tienda desempeñan diversas funciones para rebajar los costes.
El horario de apertura depende de cada país: en Estados Unidos y Japón, muchas tiendas permanecen abiertas las 24 horas o tienen licencia para atender en una franja más amplia. De hecho, el nombre 7-Eleven hace referencia al horario de apertura original: desde las siete de la mañana hasta las once de la noche. Algunas cuentan incluso con sus propios surtidores de gasolina.
En 2020, 7-Eleven puso en marcha una prueba piloto en Irving (Texas) de tienda semiautomatizada sin empleados de caja.

## Productos y servicios
Entre los artículos propios más populares se encuentran el Slurpee, un granizado que se comenzó a vender en 1965; el Big Gulp, un formato de refrescos de gran tamaño que se introdujo en 1980, y la marca blanca 7-Select. La empresa también ofrece distintas variedades de comida y bebida para llevar.
Desde la introducción del Big Gulp en 1980, cuyo tamaño oscila desde las veinte hasta las cincuenta onzas, 7-Eleven ha estado asociada a refrescos de gran tamaño, especialmente en Estados Unidos. Por ejemplo, la prohibición propuesta en 2012 por el alcalde Michael Bloomberg de los refrescos grandes en la ciudad de Nueva York pasó a ser conocida popularmente como «prohibición del Big Gulp». Ese mismo año la marca redujo el tamaño máximo de la bebida, aunque según un portavoz de la compañía fue debido a que los vasos antiguos, de sesenta y cuatro onzas, no cabían en los portavasos de los automóviles más recientes.

## Tiendas y distribución mundial

Mapa de ubicaciones de 7-Eleven en el mundo

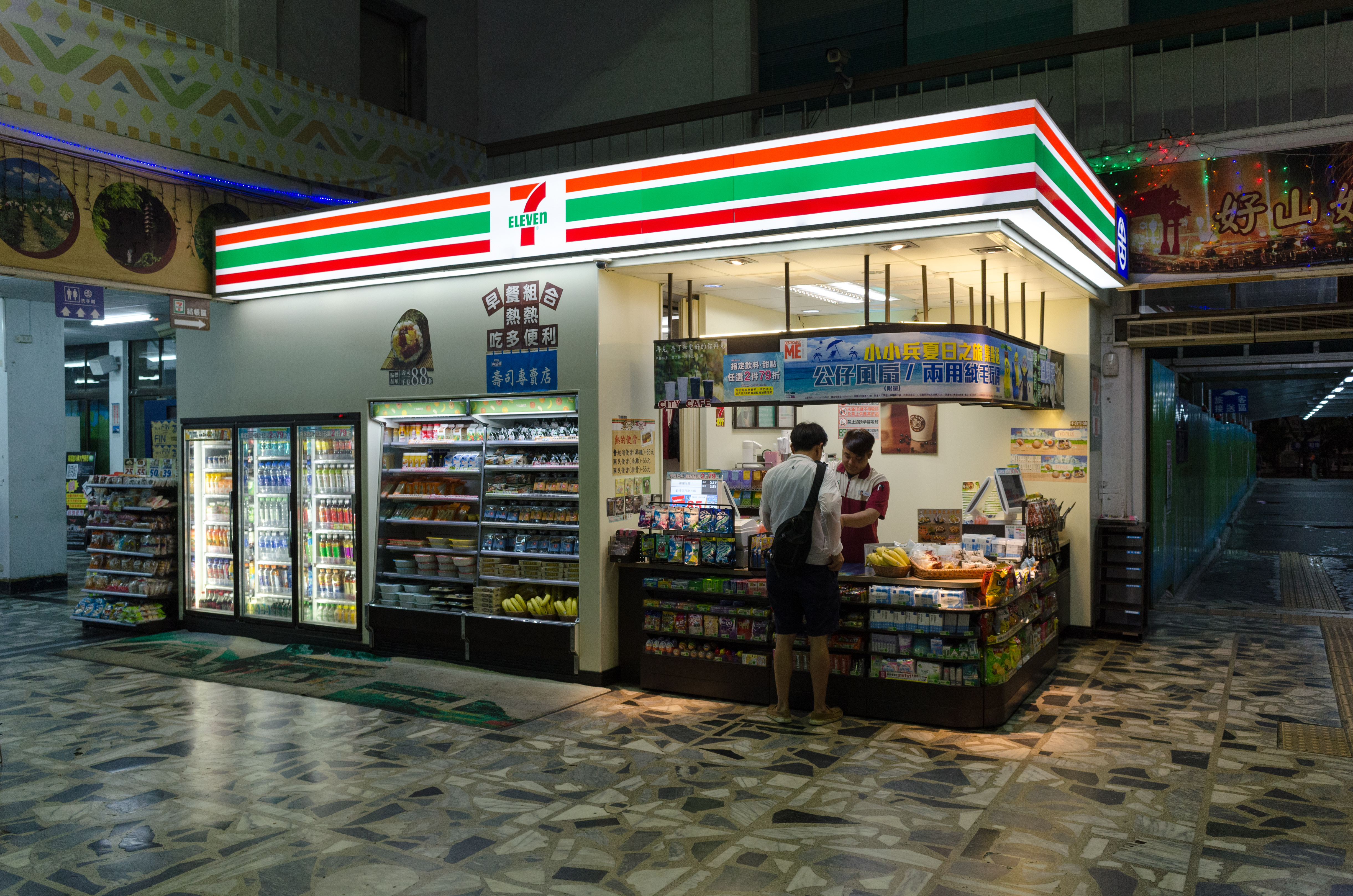
Tienda 7-Eleven en el interior de una estación del metro de Taipéi.

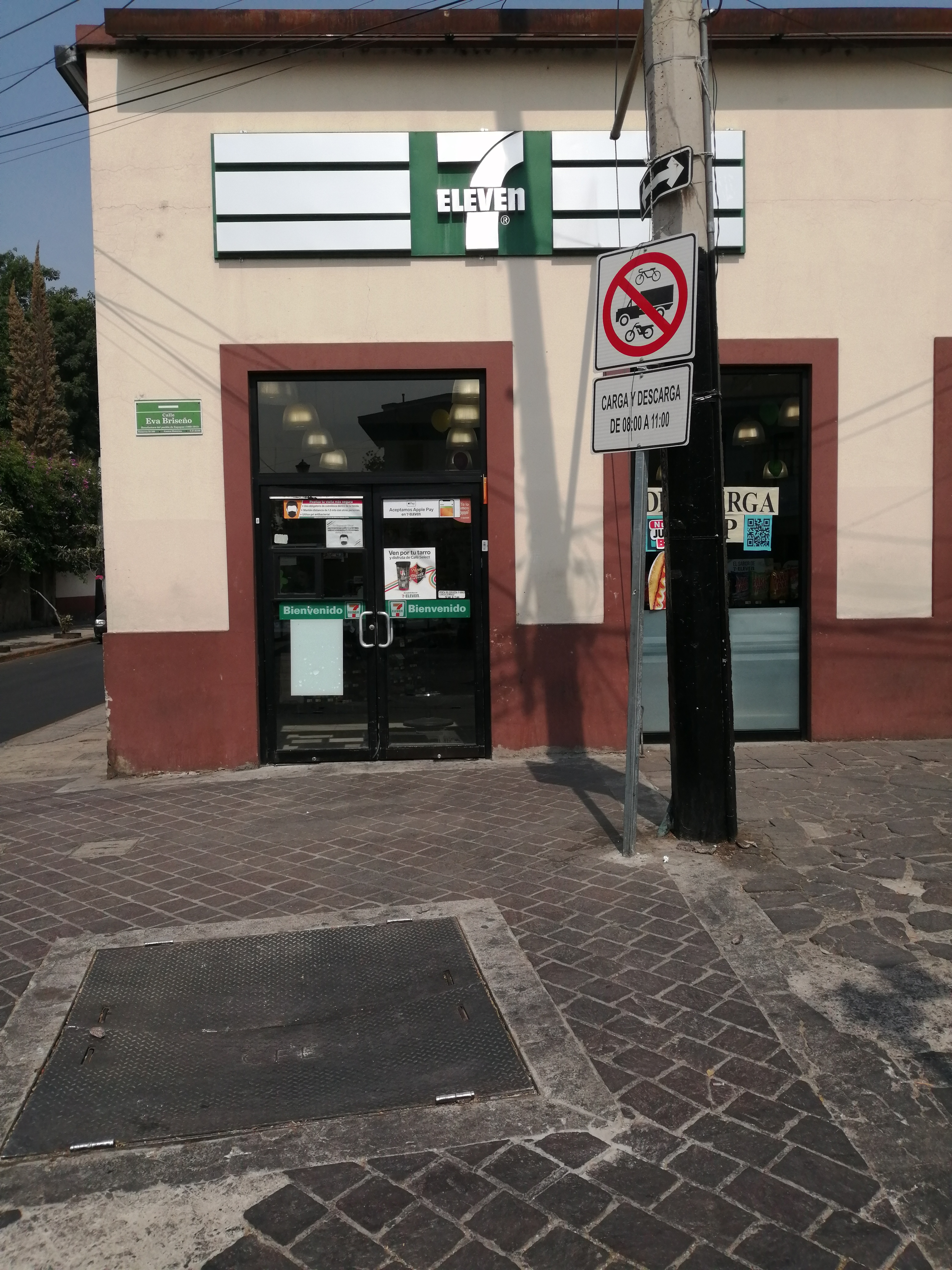
Tienda ubicada en Zapopan, Jalisco, México.

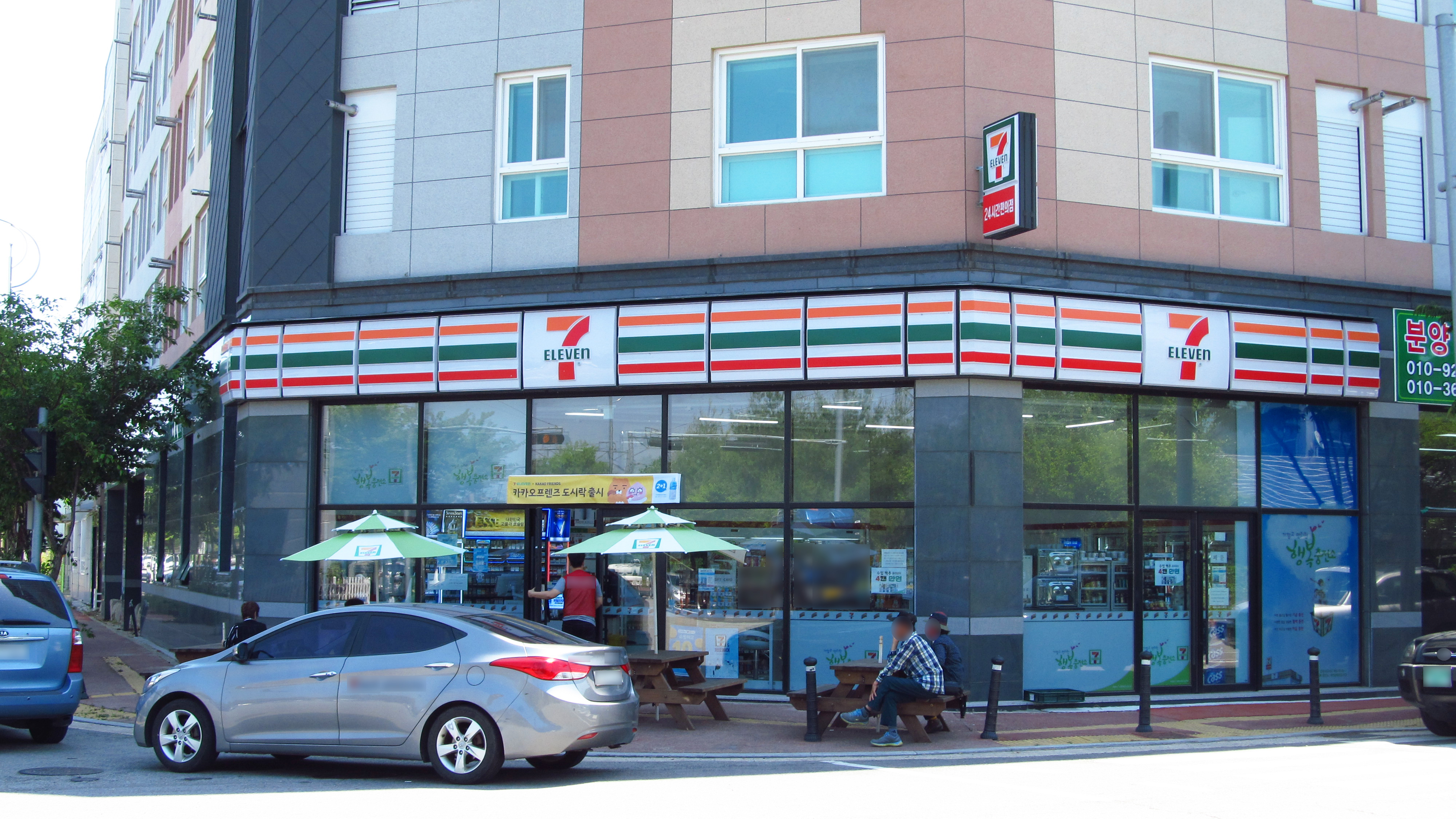
Gwangju, Corea del Sur

Según el balance fiscal de 2022, la empresa cuenta con un total de 83 426 establecimientos en 19 países, buena parte de ellos en régimen de franquicia. Esta cifra convierte a 7-Eleven en la multinacional con más establecimientos del planeta, en competencia con las cadenas de comida rápida Subway y McDonald's. Buena parte de las tiendas son de tamaño reducido, en el centro de las ciudades o bien en estaciones de servicio. El grupo está controlado por Seven & I Holdings, matriz creada en 2005 por la compañía japonesa Ito-Yokado.
La sede central de 7-Eleven se encuentra en Dallas, Texas, Estados Unidos, donde inició su actividad en 1927. Solo en su país de origen cuenta con más de 8 500 tiendas de conveniencia. Sin embargo, tres países asiáticos han rebasado a los estadounidenses: Japón, con más de 21 000 locales; Corea del Sur, con más de 14 000, y Tailandia, que ha superado los 13 000. Todo el negocio se ha concentrado en Norteamérica, Australia y Escandinavia.
El único país de Latinoamérica y habla hispana en donde 7-Eleven está presente es México, con casi 1900 tiendas. La primera franquicia se abrió en 1976 en la ciudad de Monterrey, Nuevo León, y fue una asociación entre la matriz y el Grupo Chapa. La cadena se llamó «Super 7» hasta mediados de los años 1990, cuando adoptó el nombre original. Su principal competidor en el mercado mexicano es Oxxo. También estuvo en España hasta la década del 2000, principalmente en las gasolineras de Repsol.
| País           | Tiendas | Apertura |
| -------------- | ------- | -------- |
| Japón          | 21 323  | 1974     |
| Corea del Sur  | 14 179  | 1989     |
| Tailandia      | 13 838  | 1989     |
| Estados Unidos | 12 854  | 1927     |
| Taiwán         | 6683    | 1980     |
| China          | 4450    | 1981     |
| Filipinas      | 3400    | 1984     |
| Malasia        | 2472    | 1984     |
| México         | 1886    | 1976     |
| Australia      | 738     | 1977     |
| Canadá         | 606     | 1969     |
| Singapur       | 460     | 1983     |
| Dinamarca      | 176     | 1993     |
| Noruega        | 134     | 1986     |
| Suecia         | 81      | 1978     |
| Vietnam        | 79      | 2017     |
| Camboya        | 44      | 2021     |
| India          | 22      | 2021     |
| Israel         | 1       | 2023     |
| Total          | 83 426  |          |

#### Operaciones en México
En México, la primera tienda 7-Eleven abrió en 1976 en Monterrey, Nuevo León en asociación con Grupo Chapa y 7-Eleven, Inc. bajo el nombre de Super 7. En 1995, Super 7 pasó a llamarse 7-Eleven, que ahora cuenta con 1.886 tiendas en varias zonas del país. En las tiendas ubicadas dentro de edificios de centro histórico o puntos de referencia importantes, el logotipo se muestra en monocromo con letras doradas o plateadas. Los principales competidores en México son Oxxo (Fomento Económico Mexicano), Super City (Soriana), Farmacias Guadalajara, entre otros.